# Oxford (Nova Escócia)
Oxford é um município localizado na província da Nova Escócia, no leste do Canadá.  Sua população é de 1,190 habitantes.